# Namea dahmsi
Namea dahmsi là một loài nhện trong họ Nemesiidae.
Namea dahmsi được miêu tả năm 1984 bởi Raven.